# 14 Sho: The Message
14 Shō: The Message ({{{2}}} 14章～The message～?, "Chapter 14: The Message") este al 14-lea album de studio a grupului de fete Morning Musume '14. Acesta a fost lansat în Japonia pe 29 octombrie 2014.

## Lansarea album-ului
Lansarea albumului și titlul său a fost anunțat la Concertul aniversar a trupei care a avut loc pe 14 septembrie 2014, la Shinagawa Stellar Ball în Tokyo. Producătorul Hello! Project Tsunku, care se vindecă de cancer laringian, nu a participat, dar a trimis un mesaj în care a făcut anunțul. De asemenea, el a arătat că albumul ar avea o caracteristică surpriză, combinații ale membrilor grupului cântând împreună melodii.
Albumul a fost lansat în trei versiuni: Editie Limitata (CD + DVD), care este ambalat într-un caz digipack cu o broșură, în Ediție Limitată B (CD + DVD), și Regular Edition (CD). Ambele editii limitate includ o serie numerotate card de loterie.
Este ultimul album cu Sayumi Michishige, Riho Sayashi, și Kanon Suzuki.

## Melodii
Toate melodiile sunt scrise și compuse de Tsunku. 
| CD  | |         |  |
| Nr. | Titlu | Lungime |  |
| 1.  | „Tiki Bun (Album Version)” | 5:13    |  |
| 2.  | „Password is 0” | 4:31    |  |
| 3.  | „Ashita o Tsukuru no wa Kimi” (明日を作るのは君)                                                                                                   | 3:46    |  |
| 4.  | „Kirari to Hikaru Hoshi” (キラリと光る星) (Sung by: Riho Sayashi, Sakura Oda)                                                                      | 3:48    |  |
| 5.  | „Koibito ni wa Zettai ni Shiraretakunai Shinjitsu” (恋人には絶対に知られたくない真実) (Sung by: Sayumi Michishige, Mizuki Fukumura, Haruna Iikubo) | 4:11    |  |
| 6.  | „What is Love?” | 3:12    |  |
| 7.  | „Watashi wa Watashi Nanda” (私は私なんだ) | 4:01    |  |
| 8.  | „Waraenai Hanashi” (笑えない話) | 4:03    |  |
| 9.  | „Egao no Kimi wa Taiyō sa” | 4:34    |  |
| 10. | „Kimi no Kawari wa Iyashinai” | 4:29    |  |
| 11. | „Otona ni Nareba Otona ni Nareru!?” (大人になれば 大人になれる) (Sung by：Erina Ikuta, Kanon Suzuki, Ayumi Ishida, Masaki Sato, Haruka Kudo)       | 3:57    |  |
| 12. | „Toki o Koe Sora o Koe” | 4:47    |  |

## Link-uri externe
- Albumul de profil de pe Hello! Project site-ul oficial
- Albumul de profil Arhivat în 6 octombrie 2014, la Wayback Machine. de pe Up-Front Works site-ul oficial